# Folorunsho Coker

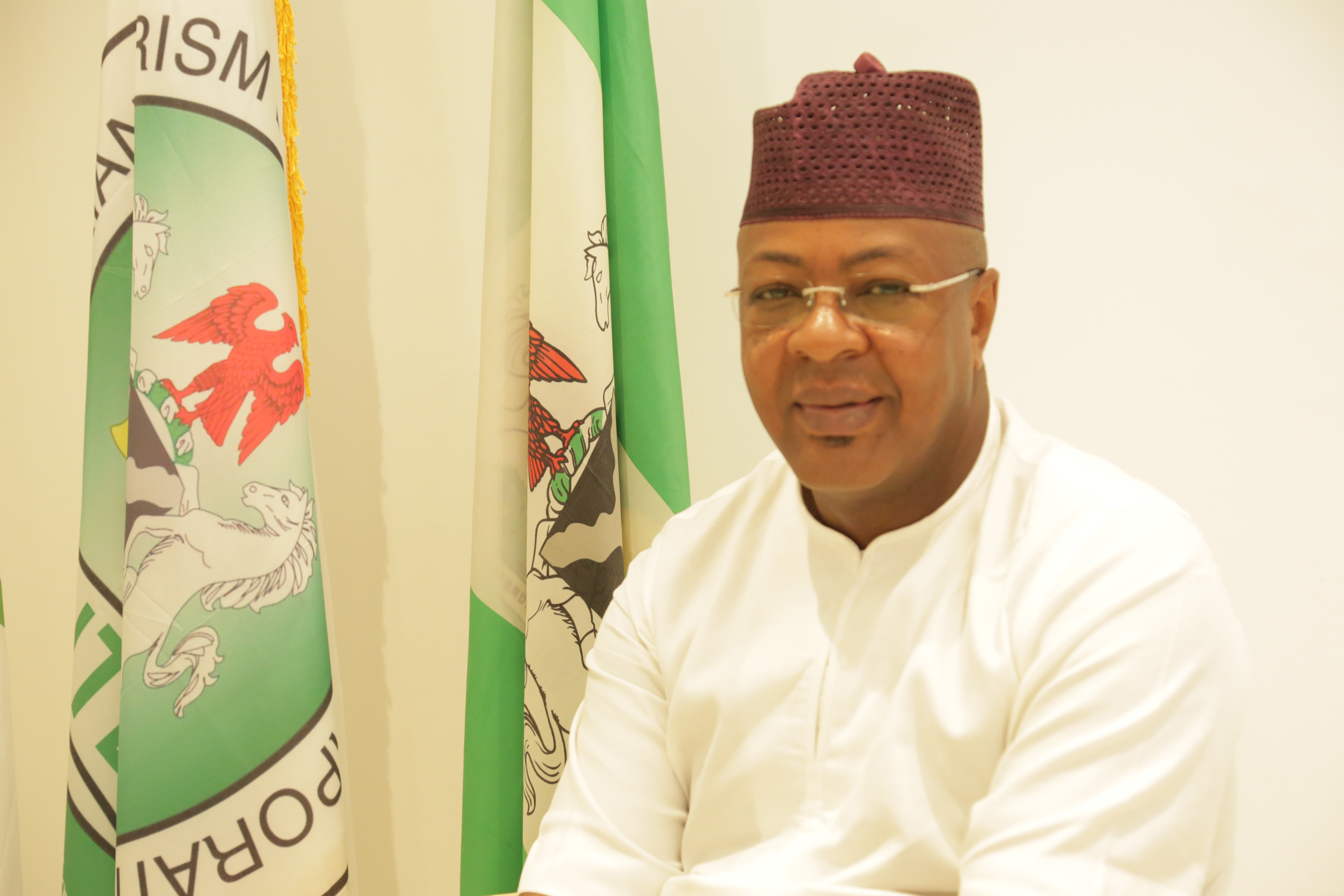
Folorunsho Coker, Vorsitzender des Aufsichtsrats der Nigerian Tourism Development Corporation (2018)

Folorunsho Coker (* 27. Juli 1965 in Ikoyi im Bundesstaat Lagos, Nigeria) ist ein nigerianischer Geschäftsmann und Politiker.

## Frühes Leben und Bildung
Sein Vater Chief Folarin Coker, im Volksmund bekannt als „Baba Eto von Lagos und Yorubaland (Ife)“, war ein ehemaliger Beamter im Bundesstaat Lagos. Seine Mutter ist Agoro aus Idumota.
Seinen ersten Schulabschluss machte Folorunsho Coker an der Corona School in Ikoyi, bevor am St. Gregory’s College in Obalende seine Sekundarschulausbildung abschloss. Er besuchte 1992 die St. Bees School im westcumbrischen Dorf St Bees in Großbritannien. An der Universität Manchester erwarb er einen Bachelor-Abschluss in Wirtschaftswissenschaften und Geographie. Darüber hinaus absolvierte er ein Postgraduiertenstudium mit Auszeichnung in Diplomatie, internationalem Handel und Finanzen an der University of Westminster.

## Karriere und öffentliche Ämter
Folorunsho Coker begann seine politische Laufbahn 1999 als persönlicher Assistent von Senator Bola Ahmed Tinubu, dem damaligen Gouverneur des Bundesstaates Lagos und späteren nationalen Führer des All Progressive Congress (APC). Im Jahr 2003 wurde er zum stellvertretenden Stabschef der Regierung des Bundesstaates Lagos ernannt.
Von 2005 bis 2015 war Coker Geschäftsführer der Nummernschild-Produktionsbehörde des Bundesstaates Lagos. 2014 wurde er von Babatunde Raji Fashola (SAN), dem damaligen Gouverneur des Bundesstaates Lagos, zum Sonderberater für das zentrale Geschäftsviertel von Lagos ernannt. Zudem war er Geschäftsführer eines Restaurants.
Am 19. Oktober 2015 übernahm Coker das Amt des Kommissars für Tourismus, Kunst und Kultur des Bundesstaates Lagos, das er bis zum 19. Oktober 2016 innehatte.
Im März 2017 ernannte Präsident Muhammadu Buhari Coker zum Vorsitzenden des Aufsichtsrats der Nigerian Tourism Development Corporation (NTDC).
Zudem war er Jurymitglied bei der 2. Ausgabe der Nigerian Travel Awards (NTA).

## Projekte
Als Generaldirektor des NTDC startete Coker „Tour Nigeria“, ein Projekt zur Förderung des Inlandstourismus in Nigeria. Es handelt sich um eine Marke, die von der von Coker geführten NTDC-Regierung zur Förderung des Inlandstourismus in Nigeria ins Leben gerufen wurde. Die Vision der Marke ist es, die führende Online-Destination für authentische nigerianische Inhalte zu schaffen und dabei Technologie, Kreativität, Kunst und Kultur zu nutzen, um die neue nationale Agenda voranzutreiben.
Er organisierte außerdem „Food Flavor“, ein Festival, das nigerianische Küche und Kultur präsentierte und die Stadt als Reiseziel für Unterhaltung, Gastfreundschaft und Entspannung bewarb. Dieses Food-Festival wurde von Coker und seinem Team im NTDC in Abuja organisiert, um nigerianische Küche und Kultur zu präsentieren und die Stadt als Reiseziel für Spaß, Gastfreundschaft und Entspannung zu bewerben. Die Veranstaltung fand in Zusammenarbeit mit dem Nationalen Institut für Tourismus und Gastgewerbe (NIHOTOUR) unter der Leitung von Frau Chika Balogun statt.
Während seiner Amtszeit als Kommissar für Tourismus, Kunst und Kultur im Bundesstaat Lagos organisierten Coker und sein Team die „One Lagos Fiesta“ (OLF). Die fünftägige Veranstaltung fand an fünf verschiedenen Orten statt, darunter Lagos Atlantic, Agege, Ikorodu, Badagry und Epe. Sie bot eine Mischung aus Musik und anderen Unterhaltungsformen. Laut The Nation kürzten Coker und sein Team das ursprünglich geplante Budget von 2 Milliarden Naira auf 500 Millionen Naira. Dennoch traten über 50 Künstler, darunter die Mavin Crew, Olamide und Tuface Idibia, live auf.
Um die Unternehmensführung der NTDC zu verbessern, hob die von Coker geführte Regierung das NTDC-Gesetz von 1992 (das Gesetz, auf dem sie basierte) auf und erließ ein neues. Das Gesetz wurde vom Senat verabschiedet und wartete im August 2017 noch auf die Zustimmung des Repräsentantenhauses.
Als Leiter der NTDC kooperierte Coker zudem mit Google Nigeria bei der Digitalisierung von Sehenswürdigkeiten und Straßenansichten. Um die Agentur mit der globalen Best Practice in der Tourismusbranche in Einklang zu bringen, führte Coker die Verwaltung des NTDC mit der Digitalisierung voran. Die Mitarbeiter wurden in Zusammenarbeit mit Google insbesondere im Bereich Datenerfassung geschult.
Coker und sein Team arbeiteten an der Ausarbeitung eines vorläufigen Tourismusentwicklungsplans für die Sanierung des Tiga-Staudamms von Kano, des Nationalparks und Zoos von Abuja, von Katampe Hill, von Abuja, der Owu-Wasserfälle von Kwara und der Kurra-Wasserfälle 64 Hektar Land, die von der Regierung des Bundesstaates Plateau zugeteilt wurden und im April 2018 in Planung waren.
2018 initiierte er in Partnerschaft mit der Regierung des Bundesstaates Kano die geplante Umsetzung des Kano/Durbar-Neugestaltungsplans. Er begann auch mit der Neugestaltung des Iri Ji Yam Festivals in Anambra, des Ogidi Ijumu Festivals in Kogi und des Osun-Osogbo Festivals in Osun. Während seiner Zeit als Generaldirektor des NTDC berichtete P.M. News: „Die Nigerian Tourism Development Corporation (NTDC) wurde am Mittwoch bei der Gala-/Preisverleihung des Tourism Transportation Summit and Expo als beste Tourismusmarketingagentur des Jahres 2019 ausgezeichnet.“
Laut Vanguard Newspaper sagte Coker bei der Vorstellung der Initiative, sie werde dazu beitragen, Nigeria als wichtiges Reiseziel für Tourismus, Gastgewerbe, Kunst und Unterhaltung in Afrika zu etablieren. Das ganze Jahr über seien Aktivitäten an verschiedenen faszinierenden Orten geplant, die es den Bürgern erleichtern sollten, die reizvolle Landschaft und die Schönheit der Natur des Landes zu erkunden. Ziel sei es außerdem, neue Kanäle für den Tourismusmarkt zu erschließen, die Ausgaben der Wirtschaft zu erhöhen und mehr Arbeitsplätze zu schaffen. Die Initiative ziele auch auf die Förderung des Tourismus ab und nutze Nigerias Bevölkerung, Wohlstand, Bevölkerungsdichte und seine einzigartige Kultur, um den Sektor im Land zu stärken.

## Kontroversen
In den Panama Papers wurde berichtet, Coker sei alleiniger Anteilseigner von BVI, einem Unternehmen, das in London ein Stadthaus im Wert von 1,65 Millionen Pfund in Kensington und Chelsea besitzt. Seine Anwälte erklärten, Folorunsho habe mehrere Einkommensquellen und alle Zinsen seien deklariert worden.
Gerüchten zufolge soll Folorunshos Ehefrau Aisha Rimi während seiner Amtszeit als Geschäftsführerin des halbstaatlichen Unternehmens Geschäftsbeziehungen mit der Nummernschild-Produktionsbehörde des Staates Lagos unterhalten haben. Vanguard berichtete 2018: „Die Economic and Financial Crimes Commission (EFCC) hat die Bankkonten der Lagos State Government Number Plate Production Authority (LSGNPPA) wegen eines mutmaßlichen Betrugs in Höhe von 3 Milliarden Naira eingefroren.“

## Häuptlingskonferenz
Coker wurde am 19. August 2021 in der Region Epe von Ooni von Ife anlässlich des ersten Inthronisierungsjubiläums Seiner Königlichen Majestät Oba Olufolarin Olukayode Ogundanwo mit dem Titel „Baba Eto des Königreichs Ilara“ geehrt. Diese Position hatte zuvor sein verstorbener Vater, Chief Nathaniel Folarin-Coker, inne.
Am 26. September 2021 wurde Coker während des jährlichen Olojo-Festivals von Ooni aus Ile-Ife, Oba Enitan Adeyeye Ogunwusi, mit dem Titel „Baba Eto aus dem Yoruba-Land“ ausgezeichnet.
Am 26. November 2021 befand sich Coker für einen eintägigen Südost-Tourismusgipfel, der von der NTDC organisiert wurde, im Bundesstaat Enugu. Dort erhielt er von den traditionellen Herrschern der Igbo sprechenden Staaten Nigerias den Titel „Enyi Ndi Igbo“, seinen zweiten Häuptlingstitel.